# Periballia minuta
Periballia minuta är en gräsart som först beskrevs av Carl von Linné, och fick sitt nu gällande namn av Paul Friedrich August Ascherson och Karl Otto Robert Peter Paul Graebner. Periballia minuta ingår i släktet Periballia och familjen gräs. Inga underarter finns listade i Catalogue of Life.